# Darry Cowl

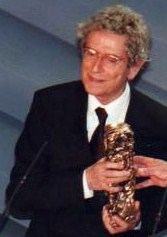
Darry Cowl bei der César-Verleihung 2001

Darry Cowl (eigentlich André Darricau, * 27. August 1925 in Vittel; † 14. Februar 2006 in Neuilly-sur-Seine) war ein französischer Schauspieler, Komödiant und Musiker.

## Leben
Cowl wurde 2004 mit dem französischen Filmpreis César als bester Nebendarsteller für seine Rolle in Alain Resnais’ Komödie Nicht auf den Mund ausgezeichnet. Zuvor war sein Lebenswerk im Jahr 2001 bereits mit dem César-Ehrenpreis gewürdigt worden. Cowl war in seiner Rollenwahl vor allem auf Komödien, so in einer Reihe von Filmen Jean Yannes, spezialisiert.
Zu seiner Theaterarbeit zählt unter anderem das Stück On purge bébé Feu la mère de Madame, für das er 1995 den französischen Theaterpreis Molière als bester Nebendarsteller gewann.
Cowl starb an den Folgen von Lungenkrebs.

## Ehrungen
- 2006: Ordre des Arts et des Lettres (Komtur)[1]

## Filmografie (Auswahl)
- 1955: Familien Duraton (Les Duraton)
- 1955: Die Zeit der harten Eier (Le temps des œufs durs) – Regie: Norbert Carbonnaux
- 1956: Das Gänseblümchen wird entblättert (En effeuillant la marguerite)
- 1956: Mörder und Diebe (Assassins et voleurs) – Regie: Sacha Guitry
- 1956: Pariser Luft – Montmartre (Cette sacrée gamine)
- 1956: Die tolle Residenz (Bonjour sourire!)
- 1957: Anton, der Querschläger (Le triporteur)
- 1957: Mein Allerwertester (Totò, Vittorio e la dottoressa)
- 1957: Die Wäscherinnen von Portugal (Les lavandières du Portugal)
- 1957: Die Zwillinge und der Mörder (Les trois font la paire)
- 1958: Sei schön und halt den Mund (Sois belle et tais toi)
- 1958: Der unfreiwillige Raketenflieger (A pied, à cheval et en Spoutnik) – Regie: Jean Dréville
- 1959: Die Gerechten oder Die Ballade von der weißen Weste (Les affreux) – Regie: Marc Allégret
- 1959: Im Kittchen ist kein Zimmer frei (Archimède, le clochard) – Regie: Gilles Grangier
- 1961: Pariserinnen (Les Parisiennes) – Regie der 4. Episode: Jacques Poitrenaud
- 1962: Wir bitten zu Bett (Les petits matins)
- 1963: Gelegenheitsarbeiter (Les Bricoleurs) – Regie: Jean Girault
- 1963: Fünf Glückspilze (Les Veinards)
- 1963: Das Mädchen Ariane (Strip-Tease) – Regie: Jacques Poitrenaud
- 1964: Radieschen von unten (Des pissenlits par la racine)
- 1964: I magnifici Brutos del West
- 1965: Die Damen lassen bitten (Les Bons Vivants)
- 1965: Die tollen Abenteuer des Monsieur L. (Les Tribulations d’un Chinois en Chine)
- 1965: Monsieur Max und die Millionen (La Tête du client) – Regie: Jacques Poitrenaud
- 1966: Geld oder Leben (La Bourse et la Vie)
- 1969: Kasimir, mir graut vor dir (Le Bourgeois gentil mec)
- 1972: Die Superlady (Elle cause plus… elle flingue)
- 1974: Berühre nicht die weiße Frau (Touche pas à la femme blanche)
- 1974: Hummeln im Hintern (La gueule de l'emploi)
- 1976: Ein Priester, ein Panzer und ein Haufen müder Landser (Le jour de gloire)
- 1977: Oh lala – Die kleinen Blonden sind da (Arrête ton char… bidasse!)
- 1978: Zwei Supertypen in Afrika (Général… nous voilà!)
- 1981: Le bahut va craquer
- 1981: Das Schlitzohr der dritten Kompanie ( Les surdoués de la 1ère compagnie)
- 1982: Die verrücktesten 90 Minuten vor Christi Geburt (Deux heures moins le quart avant Jesus Christ)
- 1982: Du kannst mich mal (Pour 100 briques, t’as plus rien!) – Regie: Édouard Molinaro
- 1987: Ein turbulentes Wochenende (Les Saisons du plaisir) – Regie: Jean-Pierre Mocky
- 1995: Les Misérables
- 1999: Augustin, Kung-Fu-König (Augustin, roi du Kung-fu)
- 2000: Drogenszenen (Scénarios sur la drogue)
- 2003: Nicht auf den Mund (Pas sur la bouche)
- 2004: Der Hals der Giraffe (Le Cou de la girafe)